# أساكيتا-كو (هيروشيما)
أساكيتا-كو هي مدينة تقع في محافظة هيروشيما، اليابان. تبلغ مساحة هذه المدينة 353.35 (كم²)، ويبلغ عدد سكانها 156,516 نسمة حسب إحصاء سنة 2006 م.